# Sergej Milinković-Savić
Sergej Milinković-Savić (Kirin Serbia: Сергеј Милинковић-Савић, phát âm [serɡêj milǐːŋkoʋitɕ sǎːʋitɕ]; sinh ngày 27 tháng 2 năm 1995), thường được gọi là Sergej, là cầu thủ bóng đá chuyên nghiệp người Serbia chơi ở vị trí tiền vệ cho câu lạc bộ Saudi Professional League Al Hilal và Đội tuyển bóng đá quốc gia Serbia.

## Đầu đời
Milinković-Savić được sinh ra trong một gia đình thể thao ở Lleida, Catalonia. Ở đó, Cha của anh là ông Nikola Milinković chơi bóng đá chuyên nghiệp vào thời điểm đó. Còn mẹ của anh đó là bà Milana Savić là một cầu thủ bóng rổ chuyên nghiệp.
Em trai của anh, Vanja, cũng là một cầu thủ bóng đá nhưng chơi ở vị trí thủ môn cho một câu lạc bộ Torino tại Serie A.

## Sự nghiệp câu lạc bộ

### Vojvodina
Milinković-Savić đã gia nhập học viện bóng đá của câu lạc bộ Vojvodina. Anh là một trong những tiền vệ nổi lên từ đội trẻ đã giành được hai danh hiệu vô địch trẻ Quốc gia liên tiếp cùng với Mijat Gaćinović và Nebojša Kosović. Do đó, Milinković-Savić đã ký hợp đồng chuyên nghiệp đầu tiên với câu lạc bộ vào ngày 26 tháng 12 năm 2012, ký hợp đồng ba năm.
Milinković-Savić đã có trận đấu chuyên nghiệp đầu tiên của mình trong trận thua 3–0 trên sân khách của câu lạc bộ Jagodina vào ngày 23 tháng 11 năm 2013. Anh đã mở tỷ số đầu tiên của mình trong trận hòa 1–1 trên sân khách của câu lạc bộ Spartak Subotica vào ngày 9 tháng 3 năm 2014. Tổng cộng, Milinković-Savić đã ra sân khoảng 13 trận đấu và ghi được 3 bàn thắng trong mùa giải 2013–14. Anh đã giúp Vojvodina vô địch Cúp Serbia 2013–14 sau 25 năm chờ đợi.

### Genk
Vào tháng 6 năm 2014, Milinković-Savić đã ký hợp đồng 5 năm với câu lạc bộ Bỉ Genk và được trao chiếc áo số 20. Anh đã có trận đấu đầu tiên với câu lạc bộ trong trận hòa 1–1 với Cercle Brugge vào ngày 2 tháng 8 năm 2014. Milinković-Savić ghi bàn thắng đầu tiên cho Genk trong trận hòa 1–1 trước Lokeren vào ngày 18 tháng 1 năm 2015. Anh đã ghi tổng cộng 5 bàn thắng trong 24 lần ra sân trong mùa giải 2014–15.

### Lazio

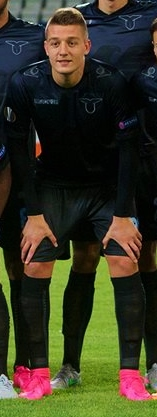
Milinković-Savić thi đấu cho Lazio năm 2015

Vào ngày 31 tháng 7 năm 2015, Milinković-Savić đã gia nhập câu lạc bộ Ý đó là Lazio. Anh có trận ra mắt trong trận thắng 1–0 trên sân nhà trước Bayer Leverkusen ở trận lượt đi vòng play-off Champions League vào ngày 18 tháng 8 năm 2015. Milinković-Savić ghi bàn thắng đầu tiên cho Lazio trong một trận hòa 1-1 ở đấu trường UEFA Europa League trước Dnipro Dnipropetrovsk vào ngày 17 tháng 9 năm 2015. Anh ghi bàn đầu tiên của mình tại Serie A trong trận thắng 3-1 trong chuyến viếng thăm sân nhà của Fiorentina vào ngày 9 tháng 1 năm 2016. Trong khoảng thời gian anh chơi bóng mùa đầu tiên, Milinković-Savić đã có 35 lần ra sân và ghi 3 bàn thắng cho Lazio trong tất cả các đấu trường.
Trong mùa giải thứ hai của mình tại Lazio, Milinković-Savić ghi được 7 bàn thắng trong 39 lần ra sân (bao gồm giải đấu và đấu cúp).
Vào ngày 5 tháng 12 năm 2021, Milinković-Savić trở thành tiền vệ ghi nhiều bàn thắng nhất trong lịch sử của Lazio sau bàn thắng vào lưới Sampdoria. Anh ấy đã đánh bại người nắm giữ trước đó Pavel Nedvěd, người đã có kỷ lục 33 bàn thắng trong hơn một thập kỷ.

### Al Hilal
Vào ngày 12 tháng 7 năm 2023, câu lạc bộ Ả Rập Xê Út Al Hilal thông báo về việc ký hợp đồng với Milinković-Savić có thời hạn 3 năm, với mức phí được báo cáo là 40 triệu euro.

## Sự nghiệp quốc tế

### Đội trẻ
Milinković-Savić tham dự cùng đội U19 Serbia ở Giải vô địch bóng đá U-19 châu Âu 2013, và kết quả đội U19 Serbia giành ngôi chức vô địch. Anh đã chơi trọn vẹn 90 phút 4 trận trong tổng số 5 trận đấu, bao gồm trận chung kết của giải đấu chống lại đội U19 Pháp mà U19 Serbia thắng 1–0. Sau đó, Milinković-Savić cũng tham dự Giải vô địch bóng đá U-19 châu Âu 2014, tuy nhiên đội bóng của anh bị U19 Bồ Đào Nha loại khỏi giải đấu ở vòng bán kết sau loạt sút luân lưu. Anh đã đá hỏng quả penalty cuối cùng của đội Serbia trong loạt sút luân lưu.
Mùa hè năm sau, Milinković-Savić là một trong những cầu thủ có ảnh hưởng nhất của đội U20 Serbia tại Giải vô địch bóng đá U-20 thế giới 2015, khi giúp đội nhà vô địch giải đấu đó. Anh ra sân 6 lần trong 7 trận đấu và ghi một bàn thắng vào lưới U20 Mali ở vòng bảng. Do màn trình diễn của anh ấy trong suốt giải đấu, Milinković-Savić đã được trao giải quả bóng Đồng.
Mùa hè năm 2017, Lazio ngăn Milinković-Savić thi đấu tại Giải vô địch bóng đá U-21 châu Âu 2017.

### Đội tuyển quốc gia
Vào tháng 10 năm 2015, Milinković-Savić được gọi lần đầu tiên lên đội tuyển Serbia dưới thời huấn luyện viên Radovan Ćurčić tham dự vòng loại Euro 2016 trước đối thủ Albania và Bồ Đào Nha. Tuy nhiên, anh góp mặt trên băng ghế dự bị mà không được sử dụng ở hai trận đấu đó. Vào tháng 5 năm 2016, Milinković-Savić đã được gọi lên tuyển bởi huấn luyện viên mới Slavoljub Muslin cho các trận giao hữu trước đối thủ Síp, Israel và Nga. Tuy nhiên, sau khi không nhận được bất kỳ số phút vào sân nào trong hai trận đấu đầu tiên, Milinković-Savić đã rời đội tuyển theo thỏa thuận với huấn luyện viên Muslin, người mà cho rằng một số cầu thủ khác phù hợp hơn với đội hình chiến thuật của ông ấy.
Vào ngày 30 tháng 10 năm 2017, Huấn luyện viên mới Mladen Krstajić đã công bố Milinković-Savić có mặt trong đội hình thi đấu giao hữu với Trung Quốc và Hàn Quốc.
Anh được triệu tập tham dự World Cup 2018 tại Nga, giải đấu mà anh đã góp mặt ở cả ba trận vòng bảng trước các đối thủ Brasil, Thụy Sĩ và Costa Rica. Đội tuyển Serbia sau đó rời giải với vị trí thứ 3 vòng đấu bảng.
Milinković-Savić ghi cú đúp quốc tế đầu tiên của mình vào ngày 8 tháng 10 năm 2020, ấn định chiến thắng 2-1 trước Na Uy trong trận bán kết play-off vòng loại Euro 2020.
Tại World Cup 2022 diễn ra ở Qatar, anh chỉ có được một bàn thắng duy nhất trong trận hòa Cameroon 3-3.

## Phong cách chơi bóng
Sergej Milinkovic-Savic đã khẳng định mình là một "tiền vệ toàn diện", theo nghĩa hiện đại của thuật ngữ này. Tiền vệ người Serbia có thể bình tĩnh kiểm soát khu vực nửa sân nhà và từ đó chứng minh được tầm ảnh hưởng của bản thân. Milinkovic-Savic có cảm nhận hoàn hảo về vị trí và khả năng đọc trận đấu rất đáng kinh ngạc. Có thể so sánh Savíc với những cầu thủ đã thành danh như Dejan Stanković, Zinedine Zidane và Yaya Touré. Cầu thủ người Serbia được các Các cổ động viên Lazio đặt biệt danh "thống đốc". Bên cạnh đó, anh còn có khả năng không chiến và nền tảng thể lực tuyệt vời. Anh thường có khuynh hướng sút xa nhiều hơn và xây dựng lối chơi cùng đồng đội, hỗ trợ cho đồng đội ghi bàn.

## Thống kê sự nghiệp

### Câu lạc bộ
Tính đến 23 tháng 5 năm 2024
| Câu lạc bộ          | Mùa giải            | Giải vô địch        | Giải vô địch | Giải vô địch | Cúp  | Cúp | Châu lục | Châu lục | Khác | Khác | Tổng cộng | Tổng cộng |
| Câu lạc bộ          | Mùa giải            | Hạng đấu            | Trận         | Bàn          | Trận | Bàn | Trận     | Bàn      | Trận | Bàn  | Trận      | Bàn       |
| ------------------- | ------------------- | ------------------- | ------------ | ------------ | ---- | --- | -------- | -------- | ---- | ---- | --------- | --------- |
| Vojvodina           | 2013–14             | Serbian SuperLiga   | 13           | 3            | 3    | 1   | 0        | 0        | —    | —    | 16        | 4         |
| Genk                | 2014–15             | Belgian Pro League  | 24           | 5            | 0    | 0   | —        | —        | —    | —    | 24        | 5         |
| Lazio               | 2015–16             | Serie A             | 25           | 1            | 2    | 0   | 8        | 2        | 0    | 0    | 35        | 3         |
| Lazio               | 2016–17             | Serie A             | 34           | 4            | 5    | 3   | —        | —        | —    | —    | 39        | 7         |
| Lazio               | 2017–18             | Serie A             | 35           | 12           | 4    | 0   | 8        | 2        | 1    | 0    | 48        | 14        |
| Lazio               | 2018–19             | Serie A             | 31           | 5            | 5    | 2   | 5        | 0        | 0    | 0    | 41        | 7         |
| Lazio               | 2019–20             | Serie A             | 37           | 7            | 0    | 0   | 4        | 1        | 1    | 0    | 42        | 8         |
| Lazio               | 2020–21             | Serie A             | 32           | 8            | 2    | 0   | 7        | 0        | —    | —    | 41        | 8         |
| Lazio               | 2021–22             | Serie A             | 36           | 9            | 2    | 0   | 9        | 2        | —    | —    | 47        | 11        |
| Lazio               | Tổng cộng           | Tổng cộng           | 267          | 57           | 23   | 5   | 49       | 7        | 2    | 0    | 341       | 69        |
| Al Hilal            | 2023–24             | Saudi Pro League    | 30           | 11           | 4    | 0   | 8        | 1        | 7    | 2    | 49        | 14        |
| Tổng cộng sự nghiệp | Tổng cộng sự nghiệp | Tổng cộng sự nghiệp | 334          | 76           | 30   | 6   | 57       | 8        | 9    | 2    | 429       | 92        |

### Quốc tế
Tính đến 8 tháng 6 năm 2024
| Đội tuyển quốc gia | Năm       | Trận | Bàn |
| ------------------ | --------- | ---- | --- |
| Serbia             | 2017      | 2    | 0   |
| Serbia             | 2018      | 8    | 0   |
| Serbia             | 2019      | 5    | 0   |
| Serbia             | 2020      | 5    | 3   |
| Serbia             | 2021      | 8    | 2   |
| Serbia             | 2022      | 11   | 2   |
| Serbia             | 2023      | 8    | 0   |
| Serbia             | 2024      | 4    | 2   |
| Tổng cộng          | Tổng cộng | 51   | 9   |

#### Bàn thắng
Tính đến ngày 8 tháng 6, 2024.
| # | Ngày                 | Địa điểm                                        | Trận thứ | Đối thủ          | Bàn thắng | Kết quả | Giải đấu                      |
| - | -------------------- | ----------------------------------------------- | -------- | ---------------- | --------- | ------- | ----------------------------- |
| 1 | 8 tháng 10 năm 2020  | Sân vận động Ullevaal, Oslo, Na Uy              | 17       | Na Uy            | 1–0       | 2–1     | Vòng loại UEFA Euro 2020      |
| 2 | 8 tháng 10 năm 2020  | Sân vận động Ullevaal, Oslo, Na Uy              | 17       | Na Uy            | 2–1       | 2–1     | Vòng loại UEFA Euro 2020      |
| 3 | 14 tháng 10 năm 2020 | Sân vận động Türk Telekom, Istanbul, Thổ Nhĩ Kỳ | 18       | Thổ Nhĩ Kỳ       | 1–0       | 2–2     | UEFA Nations League 2020–21   |
| 4 | 7 tháng 9 năm 2021   | Sân vận động Aviva, Dublin, Ireland             | 24       | Cộng hòa Ireland | 1–0       | 1–1     | Vòng loại FIFA World Cup 2022 |
| 5 | 11 tháng 11 năm 2021 | Sân vận động Rajko Mitić, Belgrade, Serbia      | 27       | Qatar            | 4–0       | 4–0     | Giao hữu                      |
| 6 | 5 tháng 6 năm 2022   | Sân vận động Rajko Mitić, Belgrade, Serbia      | 32       | Slovenia         | 2–1       | 4–1     | UEFA Nations League 2022–23   |
| 7 | 28 tháng 1 năm 2022  | Sân vận động Al Janoub, Doha, Qatar             | 38       | Cameroon         | 2–1       | 3–3     | FIFA World Cup 2022           |
| 8 | 25 tháng 3 năm 2024  | AEK Arena, Larnaca, Síp                         | 49       | Síp              | 1–0       | 1–0     | Giao hữu                      |
| 9 | 8 tháng 6 năm 2024   | Friends Arena, Solna, Thụy Điển                 | 51       | Thụy Điển        | 1–0       | 3–0     | Giao hữu                      |

## Danh hiệu

### Câu lạc bộ

#### Vojvodina[24]
- Serbian Cup: 2013–14

#### Lazio[24]
- Supercoppa Italiana: 2017

### Quốc tế

#### U-19 Serbia[24]
- UEFA European Under-19 Championship: 2013

#### U-20 Serbia
- FIFA U-20 World Cup: 2015

### Cá nhân
- Quả bóng Đồng Giải vô địch bóng đá U-20 thế giới: 2015